# 진산 김씨
진산 김씨(珍山金氏)는 충청남도 금산군 진산면을 본관으로 하는 한국의 성씨이다.
시조 김천석(金天錫)은 김알지의 후손이며, 조선에서 문과에 급제해 감사(監司)를 지냈다고 한다.

## 참고 자료
- “진산김씨(珍山金氏)”. 뿌리를 찾아서.[깨진 링크(과거 내용 찾기)]